# Белощёкая болотная крачка
Белощёкая боло́тная кра́чка (лат. Chlidonias hybrida) — вид птиц из семейства чайковых (Laridae).

## Описание
Белощёкая болотная крачка длиной от 24 до 28 см, размах крыльев до 63 см. В брачном наряде оперение брюха и груди тёмно — серого цвета. На голове чёрная «шапочка», горло, щёки, подхвостье и испод крыла белые. Клюв и ноги красные. В зимнем оперении затылок тёмно — серый, брюхо белое, клюв чёрный.

## Местообитание
Белощёкая болотная крачка населяет зарастающие водоёмы в Европе и Передней Азии. Она встречается на севере, начиная от Аральского и Каспийского морей и до Чёрного моря, на юге от Пакистана и до Аравийского полуострова. В Европе она встречается в Белоруссии, на юге Украины, в Албании, Турции, на севере Греции, в Румынии, Болгарии, на юге Испании, на юге и западе Франции, в долине реки По в Италии. В июле белощёкая крачка улетает на зимовку в Африку и возвращается к местам гнездовья в конце апреля или начале мая.

## Поведение
Крик белощёкой болотной крачки громкое «крррк» и «ки-ик». Звук похож на голос коростеля.

## Размножение

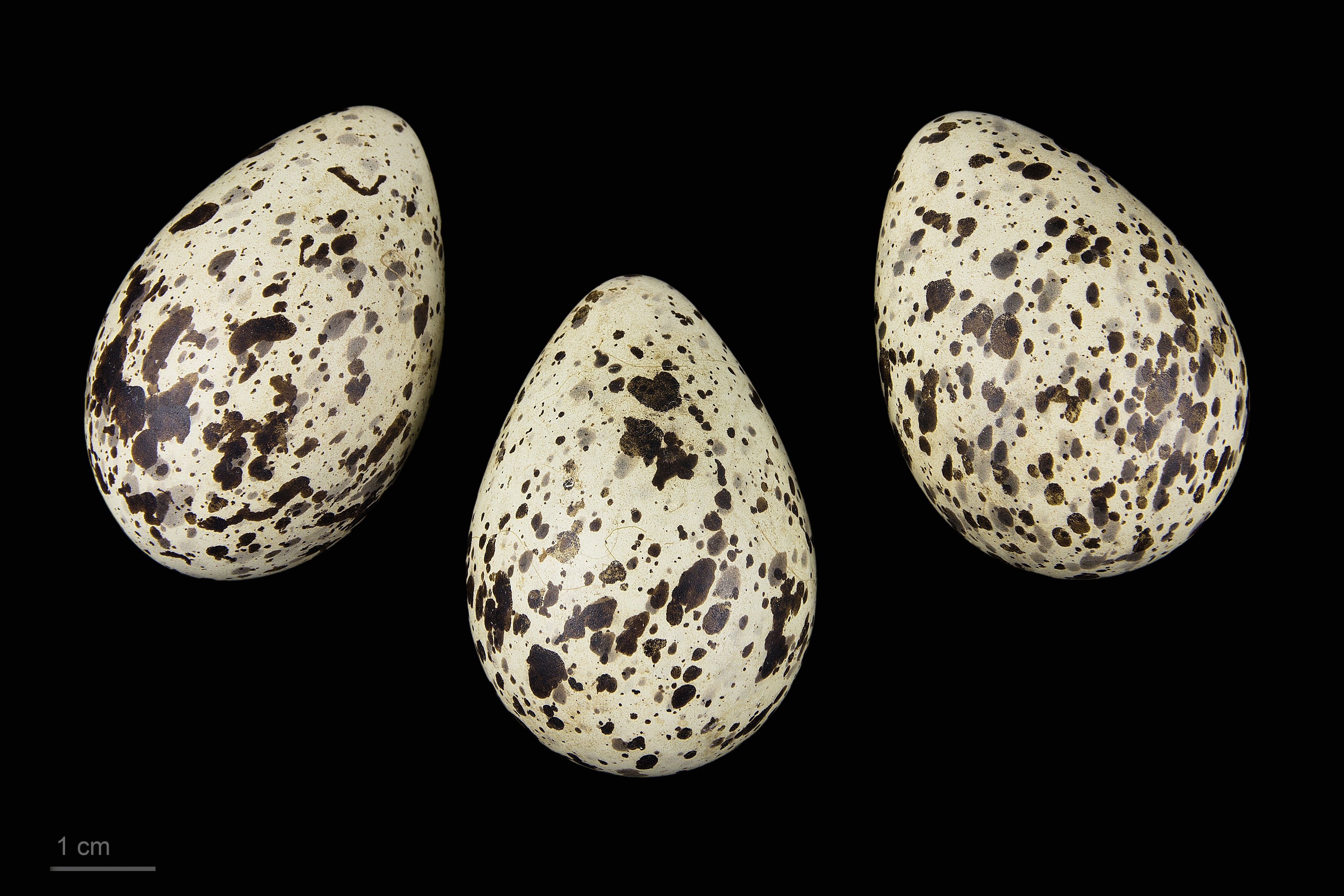
яйцо Chlidonias hybrida hybrida - Тулузский музеум

Белощёкая болотная крачка гнездится колониями у илистых озёр, рек или болот часто вместе с чёрной крачкой. Гнездо из стеблей и листьев строит на кочках или на плавающих растениях. Самка откладывает в мае 3 (редко 2) бежевых, зеленоватых с тёмными пятнами яйца. Кладку высиживают обе особи 18 дней. Птенцы в конце июля становятся самостоятельными, но продолжают получать корм от родителей, летать начинают в возрасте примерно 3 недель.

## Питание
Питается преимущественно насекомыми, ракообразными, мелкой рыбой. Типичный приём охоты — периодическое пикирование в воду, часто с некоторым погружением, длительный поисковый полёт низко над водой с опущенным вниз клювом.